# Marcus Bonfanti
Marcus Bonfanti (Londen, 5 mei 1983) is een Brits rock- en blueszanger, gitarist en liedschrijver. Naast zijn solocarrière is hij sinds 2014 ook de muzikaal leider van de band Ten Years After.

## Biografie
Marcus Bonfanti is de zoon van een Italiaanse vader en een Engelse moeder. Beide ouders waren muziekliefhebber en hebben hun zoon gestimuleerd om zelf ook muziek te maken. Hij begon met het spelen van een trompet in verschillende fanfares, tot hij het rocknummer Black dog hoorde van het album Led Zeppelin IV. Dat stimuleerde hem om zelf ook rockmuziek te gaan spelen. Zijn moeder maakte een gitaar voor hem van een schoenendoos, toiletrollen en elastiekjes. Later werkte hij in de keuken van een restaurant om een echte gitaar te kunnen bekostigen. Een van de eerste muziekalbums die hij kocht was With a little help from my friends van Joe Cocker. Door zijn kennismaking met Led Zeppelin raakte hij ook beïnvloed door Amerikaanse bluesartiesten zoals Willie Dixon en Blind Willie Johnson.
In 2001 ging Bonfanti naar het Institute for Performing Arts in Liverpool, maar die opleiding heeft hij niet afgemaakt. In 2008 nam hij zijn debuutalbum Hard times op, gevolgd door What good am I to you? uit 2010. In 2011 speelde hij op het succesvolle album Heaven van de Britse zangeres Rebecca Ferguson. In 2012 kreeg hij een British Blues Award voor Beste Songwriter. In 2013 en 2014 ontving hij een British Blues Award voor de beste akoestische performer.
Na zijn tweede album werd hij aan de kant gezet door het label P3 Music. Hij kreeg echter in juni 2013 het aanbod van Jig-Saw Music Ltd om een nieuw album, getiteld Shake the walls, op te nemen. Zijn muziek werd ook regelmatig gespeeld op de BBC-radio. In 2013 speelde hij op het album Magnetized van de band Johnny Hates Jazz. Hij heeft ook gespeeld met Robert Cray, Chuck Berry, Jack Bruce, Beth Hart, Ginger Baker, The Ronnie Scott Blues Explosion, John Mayall en Eric Burdon. Daarnaast speelde Bonfanti in de band Jawbone, Deze band is beïnvloed door artiesten als Little Feat, the Rolling Stones en Crosby, Stills, Nash & Young. Tevens heeft hij een nieuwe band gevormd, het Delta Trio. Deze groep speelt onder meer muziek van dr. John, Tom Waits, Muddy Waters, Taj Mahal, Robert Johnson en Little Walter.

## Discografie

### Soloalbums
- Hard times (2008)
- What good am I to you? (2010)
- Medicine man (2011)
- Shake the walls (2013)

### met Ten Years After
- A sting in the tale (2017)
- Naturally live (2019)